# 新村朱里
新村朱里（日语：新村あかり，1994年7月7日—），日本AV女優。所屬事務所是ボディコーポレーション。

## 個人簡介
出身於京都府。2016年9月於AV界出道。
出生於1994年7月7日
2019年3月，愛原蕾乃、真田紗奈、新村朱里、玉木久留美、石垣トモタカ組成樂隊「たちまち。」。。
興趣是看AV和參加AV活動。還有戶外運動和料理。擅長書法和跑馬拉松。
暱稱是「新村先生」。

## 外部連結
- ♡新村あかり♡的X（前Twitter）（2016年8月28日 - ）
- 新村朱里的Instagram帳戶
- 新村あかりの保健室 （页面存档备份，存于） - 官方部落格（2016年11月8日 - ）
- YouTube上的にいむらちゃんねる頻道